# EyeToy: Kinetic Combat
EyeToy: Kinetic Combat – komputerowa gra zręcznościowa wykorzystująca technologię EyeToy, wyprodukowana i wydana przez Sony Computer Entertainment w 2006 roku. Gracz może za jej pomocą trenować wschodnie sztuki walki, kierując wirtualną postacią za pomocą własnego ciała.
Gra spotkała się z mieszaną reakcją krytyków, uzyskując średnią ocen 69% według agregatora GameRankings.